# 힌데바위쥐
힌데바위쥐(Aethomys hindei)는 쥐과에 속하는 설치류의 일종이다. 부룬디와 카메룬, 중앙아프리카공화국, 콩고민주공화국, 에티오피아, 케냐, 르완다, 수단, 탄자니아, 우간다에서 발견된다. 자연 서식지는 아열대 또는 열대 기후 지역의 습윤 저지대 숲과 습윤 사바나 지역, 계절성 습윤 또는 홍수림 저지대 초원이다.